# Overton (Hampshire)
Overton – wieś w Anglii, w hrabstwie Hampshire, w dystrykcie Basingstoke and Deane. Leży 22 km na północny wschód od miasta Winchester i 85 km na zachód od Londynu. Miejscowość liczy 4431 mieszkańców.